# Cratichneumon sahlbergi
Cratichneumon sahlbergi là một loài tò vò trong họ Ichneumonidae.